# Fiebrigella shatalkini
Fiebrigella shatalkini är en tvåvingeart som beskrevs av Nartshuk 1986. Fiebrigella shatalkini ingår i släktet Fiebrigella och familjen fritflugor. Inga underarter finns listade i Catalogue of Life.